# Hypena tanis
Hypena tanis är en fjärilsart som beskrevs av Swinhoe 1917. Hypena tanis ingår i släktet Hypena och familjen nattflyn. Inga underarter finns listade i Catalogue of Life.